# Chris Webber
Mayce Edward Christopher Webber III, detto Chris (Detroit, 1º marzo 1973), è un ex cestista statunitense.
Alto 208 cm per circa 111 kg di peso, giocava come ala grande. Nel 2021 è stato inserito fra i membri del Naismith Memorial Basketball Hall of Fame.

## Carriera

### College
Chris Webber si iscrive al college a Michigan, dove va a formare insieme a Jalen Rose, Juwan Howard, Jimmy King e Ray Jackson i Fab Five. I Fab Five portano Michigan in finale NCAA per due volte, nel 1992 e nel 1993. Nella finale del 1993 contro North Carolina Webber ha la palla in mano con la sua squadra sotto di 2 punti; chiama time-out, non sapendo di non averne più a disposizione; ciò comporta un fallo tecnico che regala definitivamente la partita agli avversari. Nel 1993 Webber si dichiara eleggibile per il draft NBA.

### NBA

#### L'approdo ai Warriors
Webber viene scelto come prima chiamata assoluta dagli Orlando Magic, che immediatamente lo scambiano ai Golden State Warriors in cambio di Anfernee Hardaway. Nella sua prima stagione Webber vince il premio di NBA Rookie of the Year ed è fondamentale per portare i Warriors ai play-off, dove però vengono eliminati in sole tre partite dai Phoenix Suns. Il rapporto con il coach di Golden State Don Nelson si deteriora subito, e alla fine della sua prima stagione Webber chiede di essere scambiato. Nel novembre 1994 viene ceduto ai Washington Wizards (allora Washington Bullets) in cambio di Tom Gugliotta e alcune scelte dei draft futuri.

#### Le stagioni a Washington
A Washington, Webber trova una squadra molto più debole di quella di Golden State, nonostante ritrovi come suo compagno di squadra l'ex Michigan Juwan Howard. A tutto ciò contribuiscono anche una serie di infortuni che, nella stagione 1995-96, costringono Webber a giocare soltanto 15 partite (sulle 82 totali). I Bullets raggiungono i play-off soltanto nella stagione 1996-97, dove vengono eliminati dai Chicago Bulls in tre partite. Dati gli scarsi risultati conseguiti a Washington, nel maggio 1998 la dirigenza lo scambia ai Sacramento Kings in cambio di Mitch Richmond e Otis Thorpe.

#### Gli anni di Sacramento
In poco tempo ai Kings si forma un gruppo estremamente coeso e di enorme talento, formato dallo stesso Webber, da Vlade Divac, Predrag Stojaković, Mike Bibby, Corliss Williamson e Bobby Jackson. Già nella stagione 1998-99 arrivano i play-off, anche se i Kings vengono eliminati dagli Utah Jazz. La squadra è però giovane e con ottime prospettive per il futuro. L'anno dopo al primo turno dei play-off i Kings incontrano i Los Angeles Lakers di Shaquille O'Neal e Kobe Bryant. I Kings perdono ancora e anche questa volta in 5 partite. Si gettano però le basi di quella che sarà una fortissima rivalità tra i Kings e i Lakers. All'interno di questo contesto Webber è uno dei leader carismatici del gruppo per le sue indubbie qualità tecniche e per il carisma che lo contraddistingue.
Nei play-off del 2001 i Kings eliminano i Suns in 4 partite, ma poi devono arrendersi in sole 4 partite ai rivali dei Lakers. L'anno dopo è l'anno della maturità per i Kings, la squadra si trova a memoria sul campo e gli assist di Webber e Divac dal post alto trovano alla perfezione la squadra. Dopo aver eliminato gli Utah Jazz in 4 partite e i Dallas Mavericks in 5 i Kings si trovano nella finale della Western Conference contro gli ormai storici rivali dei Lakers. Guidati da un grande Bibby e da un grande Webber i Kings si portano avanti per 2-1 e per 3-2. I Lakers vincono gara 4 con un tiro allo scadere di Robert Horry che riporta in vita la serie che sul 3-1 Kings si sarebbe virtualmente chiusa. Gara-7 si gioca alla ARCO Arena di Sacramento. Spinti dal pubblico i Kings impattano la partita e la portano al supplementare dove però sono costretti alla resa.

#### L'infortunio e la cessione

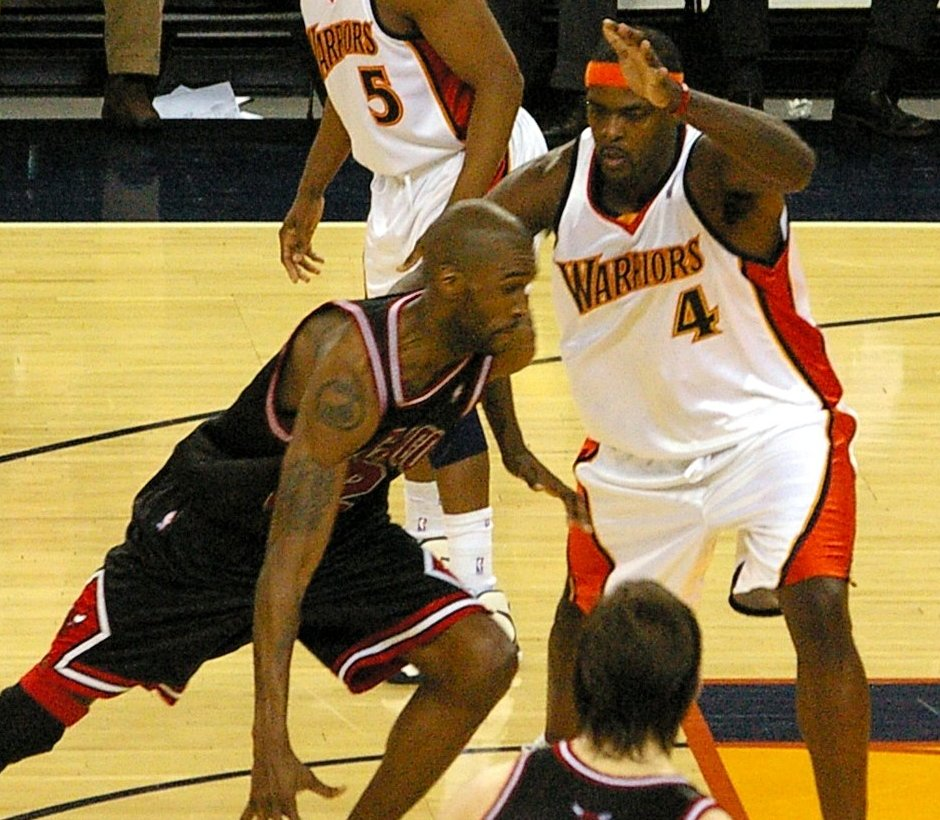
Webber (Warriors) affronta Joe Smith (Bulls).

I Kings tornano ai play-off l'anno dopo sapendo di essere una delle formazioni più forti della Western Conference. I Kings al primo turno battono abbastanza agevolmente i Jazz e nel secondo turno si trovano di fronte i Mavericks. Un grave infortunio occorso al ginocchio di Webber che lo tiene fuori per il resto della serie causa in parte la sconfitta dei Kings in 7 gare. L'infortunio è però più grave del previsto e costringe Webber a giocare solo 23 partite nella stagione 2003-04. Webber torna, ma ha perso buona parte della mobilità e dell'elevazione che ne avevano fatto uno dei giocatori più spettacolari ed incisivi dell'NBA. Nei play-off 2004, i Kings affrontano in Semifinale di Conference i Minnesota Timberwolves ma, nonostante una sua coraggiosa partita contro l'Mvp della Lega Kevin Garnett, la sua squadra perde dopo una rocambolesca gara-7. Causa la cessione di altri giocatori (tra cui il veterano Vlade Divac, che firma per i Lakers) e gli scarsi risultati ottenuti, a Sacramento ci si accorge che è ormai finito un ciclo.
Nel febbraio 2005 Webber viene ceduto ai Philadelphia 76ers, con Michael Bradley e Matt Barnes, in cambio di Kenny Thomas, Brian Skinner e Corliss Williamson.

#### Philadelphia, Detroit e il ritiro coi Warriors
A Filadelfia Webber trova una squadra totalmente nelle mani di Allen Iverson. Con la sua classe intatta ma i suoi mezzi fisici non più eccellenti come un tempo Webber si adatta ad essere la "spalla" di Iverson, continuando a garantire un buon apporto di rimbalzi e punti. Dopo aver raggiunto i play-off nella stagione 2004-05 ed aver perso al primo turno contro i Detroit Pistons, i 76ers sono rimasti fuori dalla post-season l'anno dopo. A metà della stagione 2006-07, dopo la cessione di Iverson ai Denver Nuggets, nel programma di rinnovamento dei roster, Webber viene svincolato dai 76ers e approda ai Pistons. Chris aveva sempre dichiarato di voler un giorno giocare per la squadra della sua città, Detroit. Nonostante non sia più il giocatore che era prima dell'infortunio, Webber dà un buon contributo, giocando prevalentemente come centro (42 partenze in quintetto su 43 partite giocate). Con i Pistons arriva fino alla finale della Eastern Conference, persa contro i Cleveland Cavaliers di LeBron James.
Free-agent dall'inizio della stagione 2007-08 (che lo vede anche rifiutare importanti offerte per giocare in Europa), nel gennaio 2008 Chris torna alla squadra con la quale aveva iniziato la propria carriera, i Golden State Warriors, in cui ritrova quel Don Nelson con cui era spesso in litigio. Chris firma un contratto al minimo salariale fino al termine della stagione. Dopo solo nove partite giocate (di cui otto partendo in quintetto), il 26 marzo 2008 l'atleta annuncia ufficialmente il proprio ritiro.

## Statistiche
Dati aggiornati al 22 aprile 2020
| * | Primo nella lega |

### NCAA
| Anno      | Squadra             | PG | PT | MP   | TC%  | 3P%  | TL%  | RP   | AP  | PRP | SP  | PP   |
| --------- | ------------------- | -- | -- | ---- | ---- | ---- | ---- | ---- | --- | --- | --- | ---- |
| 1991-1992 | Michigan Wolverines | 34 | -  | 32,0 | 55,6 | 25,9 | 49,6 | 10,0 | 2,2 | 1,6 | 2,5 | 15,5 |
| 1992-1993 | Michigan Wolverines | 36 | -  | 31,8 | 61,9 | 33,8 | 55,2 | 10,1 | 2,5 | 1,4 | 2,5 | 19,2 |
| Carriera  | Carriera            | 70 | -  | 31,9 | 58,9 | 30,6 | 53,0 | 10,0 | 2,4 | 1,5 | 2,5 | 17,4 |

### NBA

#### Regular season
| Anno      | Squadra            | PG  | PT  | MP   | TC%  | 3P%  | TL%  | RP    | AP  | PRP | SP  | PP   |
| --------- | ------------------ | --- | --- | ---- | ---- | ---- | ---- | ----- | --- | --- | --- | ---- |
| 1993-1994 | G.S. Warriors      | 76  | 76  | 32,1 | 55,2 | 0,0  | 53,2 | 9,1   | 3,6 | 1,2 | 2,2 | 17,5 |
| 1994-1995 | Washington Bullets | 54  | 52  | 38,3 | 49,5 | 27,6 | 50,2 | 9,6   | 4,7 | 1,5 | 1,6 | 20,1 |
| 1995-1996 | Washington Bullets | 15  | 15  | 37,2 | 54,3 | 44,1 | 59,4 | 7,6   | 5,0 | 1,8 | 0,6 | 23,7 |
| 1996-1997 | Washington Bullets | 72  | 72  | 39,0 | 51,8 | 39,7 | 56,5 | 10,3  | 4,6 | 1,7 | 1,9 | 20,1 |
| 1997-1998 | Wash. Wizards      | 71  | 71  | 39,6 | 48,2 | 31,7 | 58,9 | 9,5   | 3,8 | 1,6 | 1,7 | 21,9 |
| 1998-1999 | Sacramento Kings   | 42  | 42  | 40,9 | 48,6 | 11,8 | 45,4 | 13,0* | 4,1 | 1,4 | 2,1 | 20,0 |
| 1999-2000 | Sacramento Kings   | 75  | 75  | 38,4 | 48,3 | 28,4 | 75,1 | 10,5  | 4,6 | 1,6 | 1,7 | 24,5 |
| 2000-2001 | Sacramento Kings   | 70  | 70  | 40,5 | 48,1 | 7,1  | 70,3 | 11,1  | 4,2 | 1,3 | 1,7 | 27,1 |
| 2001-2002 | Sacramento Kings   | 54  | 54  | 38,4 | 49,5 | 26,3 | 74,9 | 10,1  | 4,8 | 1,7 | 1,4 | 24,5 |
| 2002-2003 | Sacramento Kings   | 67  | 67  | 39,1 | 46,1 | 23,8 | 60,7 | 10,5  | 5,4 | 1,6 | 1,3 | 23,0 |
| 2003-2004 | Sacramento Kings   | 23  | 23  | 36,1 | 41,3 | 20,0 | 71,1 | 8,7   | 4,6 | 1,3 | 0,9 | 18,7 |
| 2004-2005 | Sacramento Kings   | 46  | 46  | 36,3 | 44,9 | 37,9 | 79,9 | 9,7   | 5,5 | 1,5 | 0,7 | 21,3 |
| 2004-2005 | Philadelphia 76ers | 21  | 21  | 33,4 | 39,1 | 26,7 | 77,6 | 7,9   | 3,1 | 1,2 | 0,9 | 15,6 |
| 2005-2006 | Philadelphia 76ers | 75  | 75  | 38,6 | 43,4 | 27,3 | 75,6 | 9,9   | 3,4 | 1,4 | 0,8 | 20,2 |
| 2006-2007 | Philadelphia 76ers | 18  | 18  | 30,2 | 38,7 | 40,0 | 64,3 | 8,3   | 3,4 | 1,0 | 0,8 | 11,0 |
| 2006-2007 | Detroit Pistons    | 43  | 42  | 29,7 | 48,9 | 33,3 | 63,6 | 6,7   | 3,0 | 1,0 | 0,6 | 11,3 |
| 2007-2008 | G.S. Warriors      | 9   | 8   | 14,0 | 48,4 | -    | 41,7 | 3,6   | 2,0 | 0,4 | 0,7 | 3,9  |
| Carriera  | Carriera           | 831 | 827 | 37,1 | 47,9 | 29,9 | 64,9 | 9,8   | 4,2 | 1,4 | 1,4 | 20,7 |
| All-Star  | All-Star           | 4   | 2   | 19,0 | 37,1 | 33,3 | 37,5 | 6,0   | 3,3 | 1,3 | 0,0 | 7,5  |

#### Play-off
| Anno     | Squadra            | PG | PT | MP   | TC%  | 3P%  | TL%  | RP   | AP  | PRP | SP  | PP   |
| -------- | ------------------ | -- | -- | ---- | ---- | ---- | ---- | ---- | --- | --- | --- | ---- |
| 1994     | G.S. Warriors      | 3  | 3  | 36,3 | 55,0 | 0,0  | 30,0 | 8,7  | 9,0 | 1,0 | 3,0 | 15,7 |
| 1997     | Washington Bullets | 3  | 3  | 35,3 | 63,3 | 45,5 | 50,0 | 8,0  | 3,3 | 0,7 | 2,3 | 15,7 |
| 1999     | Sacramento Kings   | 5  | 5  | 38,4 | 38,8 | 28,6 | 40,0 | 9,4  | 4,0 | 1,8 | 1,0 | 14,8 |
| 2000     | Sacramento Kings   | 5  | 5  | 39,2 | 42,7 | 20,0 | 79,4 | 9,6  | 5,4 | 1,6 | 2,0 | 24,4 |
| 2001     | Sacramento Kings   | 8  | 8  | 43,5 | 38,8 | 0,0  | 69,4 | 11,5 | 3,1 | 1,1 | 1,0 | 23,3 |
| 2002     | Sacramento Kings   | 16 | 16 | 41,7 | 50,2 | 0,0  | 59,6 | 10,8 | 4,7 | 0,9 | 1,6 | 23,7 |
| 2003     | Sacramento Kings   | 7  | 7  | 35,1 | 49,6 | 0,0  | 65,3 | 8,3  | 3,6 | 1,4 | 1,1 | 23,7 |
| 2004     | Sacramento Kings   | 12 | 12 | 37,2 | 45,2 | 25,0 | 61,5 | 8,3  | 3,7 | 1,3 | 0,8 | 18,4 |
| 2005     | Philadelphia 76ers | 5  | 5  | 37,2 | 41,1 | 35,7 | 75,0 | 5,8  | 2,8 | 1,2 | 0,2 | 19,0 |
| 2007     | Detroit Pistons    | 16 | 16 | 25,3 | 52,4 | 0,0  | 53,1 | 6,3  | 1,5 | 0,9 | 0,6 | 9,9  |
| Carriera | Carriera           | 80 | 80 | 36,3 | 46,4 | 26,9 | 61,1 | 8,7  | 3,6 | 1,1 | 1,2 | 18,7 |

#### Massimi in carriera
- Massimo di punti: 51 vs. Indiana Pacers (5 gennaio 2001)[2]
- Massimo di rimbalzi: 26 vs. Indiana Pacers (5 gennaio 2001)
- Massimo di assist: 13 (2 volte)
- Massimo di palle rubate: 8 (2 volte)
- Massimo di stoppate: 9 vs. Vancouver Grizzlies (7 febbraio 1999)
- Massimo di minuti giocati: 56 vs. Seattle Supersonics (20 novembre 1996)

## Palmarès
- Matricola dell'anno: 1994
- Miglior rimbalzista: 1998-99
- Convocazioni all'All-Star Game: 5

1997, 2000, 2001, 2002, 2003
- Squadre All-NBA: 5

First Team: 2001
Second Team: 1999, 2002, 2003
Third Team: 2000
- NBA All-Rookie First Team: 1994
- La sua maglia n. 4 è stata ritirata dai Sacramento Kings
- All-American First Team: 1993
- USBWA National Freshman of the Year: 1992
- MVP del McDonald's All-American: 1991
- Naismith Prep Player of the Year: 1991
- Mr. Basketball of Michigan: 1991

## Filmografia
- Uncle Drew (2018)